# Чубинский-Надеждин, Вадим Васильевич
Вадим Васильевич Чубинский-Надеждин (25 мая 1926, Ленинград — 12 января 2010, Санкт-Петербург) — советский и российский историк, публицист, литературный критик. Специалист в области новой и новейшей истории и международных отношений. Организатор образования и науки в системе высшей школы. Ректор Северо-Западной академии государственной службы (1993—2002). Кандидат филологических наук, доктор исторических наук, профессор. Заслуженный работник культуры РСФСР.

## Биография
Вадим Васильевич родился в Ленинграде 25 мая 1926 года в семье Василия Васильевича Чубинского и Александры Александровны Надеждиной. Отец — из дворян, ученый-зоотехник, участник Первой мировой, Гражданской и Великой Отечественной войн. Племянник этнографа и литератора Павла Платоновича Чубинского, автора текста государственного гимна Украины. Мать — из семьи церковных деятелей, ученый-зоотехник, кандидат сельскохозяйственных наук, доцент Ленинградского ветеринарного института. Внучка протоиерея Николая Ивановича Надеждина, настоятеля храма Василия Блаженного.
Вадим Васильевич с 1943 по 1953 годы служил в Советской Армии. Был участником Великой Отечественной войны. Будучи курсантом (март 1944 — май 1946) Военного института иностранных языков Красной Армии (отделение немецкого языка), участвовал в Параде Победы на Красной площади 24 июня 1945 года. С мая 1946 по сентябрь 1950 служил в Советской военной администрации в Германии (СВАГ) и Советской контрольной комиссии (СКК) сначала военным переводчиком, позже военным журналистом — корреспондентом, начальником отдела культуры и искусства немецкоязычной газеты «Тэглихе Рундшау» (Tägliche Rundshau), издававшейся СВАГ для немецкого населения советской оккупационной зоны. В 1950—1953 — ответственный секретарь спецредакций при политуправлении Ленинградского военного округа (отдел спецпропаганды).
В 1952 году заочно окончил филологический факультет Ленинградского государственного университета и после демобилизации из армии (1953) занялся историей русской журналистики, учился в аспирантуре, преподавал историю русской журналистики в ЛГУ (1953—1959 гг.). В 1957 году защитил кандидатскую диссертацию на соискание ученой степени кандидата филологических наук по теме «Публицистическая деятельность М. А. Антоновича в „Современнике“ (1859—1865 гг.)».
С 1959 по 1990 годы преподавал в Ленинградской высшей партийной школе (ЛВПШ) сначала на кафедре журналистики (1959−1966), где подготовил большой лекционный курс о СМИ ведущих стран мира. Подготовка курса потребовала немалого труда, так как в то время обобщающих исследований по зарубежной журналистике в СССР практически не было.
С 1966 по 1990 годы преподавал на кафедре международного коммунистического, рабочего и национально-освободительного движения (МРД). Занимался исследованиями в области германской истории XIX века, деятельностью одного из основателей германской социал-демократии, публициста и главного редактора всех социал-демократических периодических изданий Вильгельма Либкнехта. В 1972 году итог многолетних исследований был подведен защитой диссертации на соискание ученой степени доктора исторических наук по теме: «Роль Вильгельма Либкнехта в создании социал-демократической партии Германии и становлении её теоретико-политической платформы». С 1986 года возглавил кафедру МРД (с 1991 — кафедра мировой политики и международных отношений).
В годы перестройки (1987—1991) активно включился в общественную жизнь Ленинграда, участвовал в работе общественно-политического клуба «Ленинградская трибуна».
С 1991 года занялся административной деятельностью: в 1991—1993 — был первым проректором, а с 1993 по 2002 годы — ректором Северо-Западной академии государственной службы (СЗАГС). С 2005 по 2010 — почетный ректор СЗАГС.
В качестве ректора Академии внес значительный вклад в становление системы образования современных государственных служащих, разработал организацию учебно-методической деятельности, вывел Академию в ряд одного из самых востребованных вузов Санкт-Петербурга. С конца 1990-х превратил СЗАГС в крупный консультационно-аналитический центр Северо-Запада России по вопросам, связанным с управленческой деятельностью, разработкой нормативно-правовой документации, экспертной оценкой государственных и административных проектов.
Скончался 12 января 2010 года в Петербурге; похоронен на Смоленском кладбище.

## Научная деятельность
Вадим Васильевич — автор более 150 научных, учебных, публицистических, литературно-критических публикаций по истории общественной мысли, государственного управления, политических движений, истории международных отношений. Особая сфера научных интересов — исследования в области истории Германии и российско-германских связей.
Среди значительных его трудов монография о видном русском критике XIX века М. Антоновиче, жизнеописания В. Либкнехта и О. фон Бисмарка.
Ряд работ опубликован за рубежом.
Перу В. В. Чубинского-Надеждина принадлежит первое, изданное в Германии, полное жизнеописание Вильгельма Либкнехта. Книга вызвала большой интерес как в социалистической Восточной (ГДР), так и в Западной (ФРГ) Германии. В связи с этим известен случай, как Вадим Васильевич был представлен канцлеру ФРГ, социал-демократу Вилли Брандту: «Это автор книги о Либкнехте. О нАшем Либкнехте!» (Вильгельм Либкнехт почитается западно-германскими социал-демократами, как один из основателей социал-демократической партии Германии, в отличие от его сына Карла Либкнехта, который особо почитался в СССР, как один из основателей КПГ).
Жизнеописание канцлера Отто фон Бисмарка стало первой отечественной научной биографией выдающегося государственного деятеля Германии.

## Общественная деятельность
Член Союза журналистов и Союза писателей Санкт-Петербурга, Заслуженный работник культуры РСФСР (1986 г.).
Многие годы вместе с поэтом Михаилом Дудиным активно участвовал в работе Ленинградского Отделения Советского комитета защиты мира (был заместителем председателя ЛО с 1981), ныне Санкт-Петербургского совета мира и согласия, за что был отмечен почетными медалями Всемирного совета мира и знаками обществ дружбы нескольких стран.
С начала 1980-х годов в качестве постоянного автора и члена редколлегии сотрудничал в литературно-художественном журнале «Нева», публиковался в ленинградских и петербургских СМИ, был членом худсовета киностудии «Ленфильм».

## Награды
- Орден Почета (Россия) (2001 г.)
- Медаль «За победу над Германией в Великой Отечественной войне 1941—1945 гг.»

## Избранная библиография
- М. А. Антонович. Очерк жизни и публицистической деятельности. — Л.: Изд-во ЛГУ, 1961. — 194 с.
- Вильгельм Либкнехт — солдат революции. — М.: «Мысль», 1968. — 213 с.
- Wilhelm Liebknecht. Eine Biographie. — Berlin: Dietz Verlag, 1973 — S. 388
- Wilhelm Liebknecht. — Budapest:Kossuth Konyvkiado, 1976 — S. 308 — ISBN 963 09 0494 2
- Бисмарк. Политическая биография. — М.: «Мысль», 1988. — 416 с.
  - Бисмарк. Биография — СПб.: Изд-во «Образование-Культура», 1997, 1998 (2 издания) — 528 с. — ISBN 5-88857-030-3
- Моя «оккупация» Германии. Русский офицер в Берлине и окрест 1946—1950. — Спб.: Изд-во «Образование-Культура», 2005. — 528 с. — ISBN 5-88857-126-1
- «Мы, германские социал-демократы»… Жизнь, идеалы и борьба Вильгельма Либкнехта. Новое прочтение. — СПб.: Издательство СЗАГС, 2010. — 304 с. — ISBN 978-5-89781-360-5
- Сарозекские метафоры Чингиза Айтматова // Ради жизни на Земле : литературно-критический сборник. — Л.: Художественная литература, 1986. — 333,[2] с.
- О месте исторического знания в подготовке государственных служащих: Материалы дискуссии // Ежегодник’ 98: Государственная служба России. — М.: Изд-во РАГС, 1999 (в соавт.).
- Русская газета в послевоенном Берлине // Северо-западная академия государственной службы. Ежегодник 2003. — СПб.: Изд-во СЗАГС; «Образование-Культура». — 2003
- Послесловие к юбилею. Диалог в письмах // Нева. 2005. № 12. (Совместно с В. В. Кавториным)
- Уроки революции, невыученные или непонятные. Диалог в письмах // Нева. 2007. № 11 (совместно с В. В. Кавториным)
- Что же это такое 37-й год? Диалог в письмах // Нева. 2008. № 11. (Совместно с В. В. Кавториным)